# Gracie Elvin
Gracie Elvin (Camberra, 31 de outubro de 1988) é uma ciclista australiana.
Estreiou como profissional em junho do 2012 depois de ser segunda no Campeonato Oceânico Contrarrelógio e fazer com o Campeonato Oceânico em Estrada a princípios de dito ano. Posteriormente obteve um duplo Campeonato da Austrália em Estrada (2013 e 2014) como únicas vitórias em seus dois primeiros anos completos como profissional. Ao termo da temporada de 2020 pôs ponto e final a sua corrida como ciclista.

## Palmarés
2012 (como amador)
- - 2.ª no Campeonato Oceânico Contrarrelógio
- Campeonato Oceânico em Estrada

- 2013
- Campeonato da Austrália em Estrada

- 2014
- Campeonato da Austrália em Estrada

- 2015
- Gooik-Geraardsbergen-Gooik
  - 1 etapa do Tour de Thüringe Feminino

- 2016
- Gooik-Geraardsbergen-Gooik

- 2019
  - 2.ª no Campeonato da Austrália Contrarrelógio

## Resultados em Grandes Voltas e Campeonatos do Mundo
Durante sua corrida desportiva conseguiu os seguintes postos nas Grandes Voltas femininas e nos Campeonatos do Mundo em estrada:
| Corrida            | Corrida            | 2012 | 2013 | 2014 | 2015 | 2016 | 2017 | 2018 | 2019 | 2020 |
| ------------------ | ------------------ | ---- | ---- | ---- | ---- | ---- | ---- | ---- | ---- | ---- |
|                    | Giro d'Italia      | 74.ª | Ab.  | —    | —    | —    | —    | 97.ª | —    | —    |
|                    | Tour de l'Aude     | X    | X    | X    | X    | X    | X    | X    | X    | X    |
|                    | Grande Boucle      | X    | X    | X    | X    | X    | X    | X    | X    | X    |
| Mundial em Estrada | Mundial em Estrada | 72.ª | Ab.  | —    | 60.ª | 92.ª | 23.ª | —    | —    | —    |

—: não participa

Ab.: abandono

X: edições não celebradas

## Equipas
- Faren-Honda Team (2012)[5]
- Orica/Mitchelton (2013-2020)
  - Orica-AIS (2013-2016)
  - Orica-Scott (2017)
  - Mitchelton-Scott (2018-2020)